# Stéphane Sparagna
Stéphane Sparagna (Marseille, 17 februari 1995) is een Frans voetballer die bij voorkeur als centrale verdediger speelt. Hij stroomde in 2014 door vanuit de jeugd van Olympique Marseille.

## Clubcarrière
Sparagna komt uit de jeugdacademie van Olympique Marseille. Op 9 augustus 2014 debuteerde hij voor Olympique Marseille in de Ligue 1 tegen Montpellier. Hij mocht in de basiself starten en werd aan de rust vervangen door Lucas Mendes. Marseille speelde 3-3 gelijk in en tegen SC Bastia

## Carrièrestatistieken
| Seizoen | Club                | Land      | Competitie    | Wed. | Goals |
| ------- | ------------------- | --------- | ------------- | ---- | ----- |
| 2014/15 | Olympique Marseille | Frankrijk | Ligue 1       | 4    | 0     |
| 2015/16 | Olympique Marseille | Frankrijk | Ligue 1       | 7    | 0     |
| 2016/17 | → AJ Auxerre        | Frankrijk | Ligue 2       | 29   | 0     |
| 2017/18 | Boavista FC         | Portugal  | Primeira Liga | 22   | 0     |
| 2018/19 | Boavista FC         | Portugal  | Primeira Liga | 4    | 0     |
| Totaal  | Totaal              | Totaal    | Totaal        | 66   | 0     |

1 Rulli ·
3 Merlin ·
5 Balerdi  ·
6 Garcia ·
7 Carboni ·
8 Maupay ·
9 Wahi ·
10 Greenwood ·
11 Harit ·
12 De Lange ·
13 Cornelius ·
14 Moumbagna ·
17 Rowe ·
18 Meïté ·
19 Kondogbia ·
20 Brassier ·
21 Rongier ·
22 Sternal ·
23 Højbjerg ·
24 Mughe ·
25 Rabiot ·
29 Lirola ·
34 Nadir ·
36 Blanco ·
37 Soglo ·
44 Henrique ·
48 Abdallah ·
51 Koné ·
62 Murillo ·
99 Mbemba ·
Coach: De Zerbi
· Assistent-coach: Abardonado